# Lor (Armenia)
Lor – wieś w Armenii, w prowincji Sjunik. W 2011 roku liczyła 365 mieszkańców.